# Olympische Winterspiele 2006/Teilnehmer (Äthiopien)
| Gelbes Symbol für Goldmedaillen mit stilisierten Olympischen Ringen | Graues Symbol für Silbermedaillen mit stilisierten Olympischen Ringen | Braundes Symbol für Bronzemedaillen mit stilisierten Olympischen Ringen |
| ------------------------------------------------------------------- | --------------------------------------------------------------------- | ----------------------------------------------------------------------- |
| —                                                                   | —                                                                     | —                                                                       |

Äthiopien nahm an den Olympischen Winterspielen 2006 im italienischen Turin mit einem einzigen Athleten teil. Es war die erste Teilnahme des Landes an Winterspielen.

## Flaggenträger
Robel Teklemariam trug die Flagge Äthiopiens sowohl während der Eröffnungsfeier als auch bei der Abschlussfeier.

## Teilnehmer nach Sportarten

### Ski Nordisch
- Robel Teklemariam
Langlauf; 15 km klassisch; 84. Platz; 47:53,8 min